# Primarias del Partido Demócrata de 2008 en Delaware

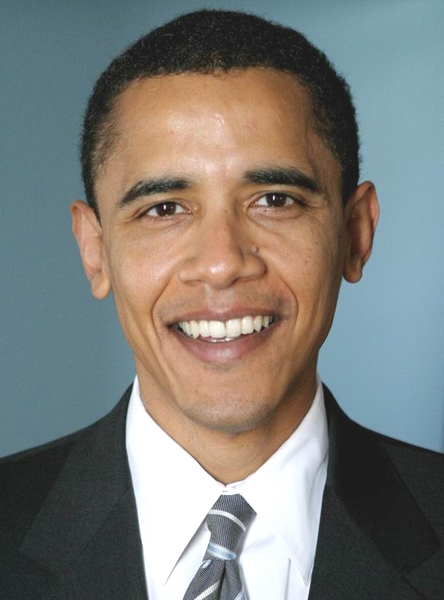
Barack Obama fue el candidato con mayor cantidad de votos en las elecciones primarias de Delaware.

Las Primarías democráticas de Delaware, 2008 fueron el 5 de febrero y tiene un total de 15 delegados. El ganador en el distrito congresional del estado será el que obtenga todos los delegados de ese distrito.

## Candidatos
- Hillary Clinton
- Mike Gravel
- Barack Obama

Los candidatos Joe Biden, Chris Dodd, John Edwards,  Dennis Kucinich y Bill Richardson se retiraron antes de las elecciones primarias de Delaware.

## Resultados
| Candidate        | Votos  | Porcentajes | Delegados |
| ---------------- | ------ | ----------- | --------- |
| Barack Obama     | 51,124 | 53%         | 15        |
| Hillary Clinton  | 40,751 | 42.3%       | 0         |
| Joe Biden*       | 2,863  | 3%          | 0         |
| John Edwards*    | 1,241  | 1.3%        | 0         |
| Dennis Kucinich* | 192    | 0.2%        | 0         |
| Chris Dodd*      | 170    | 0.2%        | 0         |
| Total            | 96,341 | 100%        | 15        |

* Candidato se ha retirado antes de las primarias.